# Several Species of Small Furry Animals Gathered Together in a Cave and Grooving with a Pict
Several Species of Small Furry Animals Gathered Together in a Cave and Grooving with a Pict è la 6ª traccia dell'album dei Pink Floyd Ummagumma del 1969.

## Descrizione
Il brano è un collage sonoro di differenti versi animali, ottenuti manipolando la velocità di riproduzione di registrazioni su nastro della voce di Roger Waters (unico autore del brano) e di altri rumori come battiti di mani e ticchettii sul microfono. Il risultato è appunto quello di un fittissimo brusio che evoca il folto gruppo di animali racchiusi in una caverna espressi nel titolo, che da brusio di sottofondo evolvono a vero protagonista della traccia (lunga quasi 5 minuti). Circa a metà del brano entra in scena la voce di Waters (stavolta a velocità naturale) che, con un fortissimo accento scozzese, narra una vicenda di violenza familiare. L'accento scozzese della voce si riferisce al "pitto" ("pict") del titolo: i Pitti erano infatti un'antica popolazione di origine pre-celtica che popolò parte della Scozia fra il III e il X secolo.